# Ligne 15 (Infrabel)
Pour les articles homonymes, voir Ligne 15.
La ligne 15 est une ligne de chemin de fer belge qui relie Anvers et Hasselt en traversant la Campine et l'ex bassin minier limbourgeois.

## Histoire
L'actuelle ligne 15 est composée d'une succession de tronçons ayant appartenu à des relations (et souvent des exploitants) distinctes.
- En 1855, la Ligne Lierre - Turnhout est inaugurée par la compagnie du chemin de fer de Lierre à Turnhout. La section entre Lierre et Herentals fait désormais partie de la ligne 15.
- En 1864, l'antenne Lierre - Anvers est inaugurée, comme tronçon de la ligne Anvers - Aarschot exploitée par la compagnie du Nord de la Belgique (à ne pas confondre avec la Compagnie du Nord - Belge).
- En 1866, la ligne Hasselt - Houthalen est inaugurée à son tour par la Compagnie du chemin de fer Liégeois-Limbourgeois. De Houthalen, elle continuait ensuite vers Eindhoven aux Pays-Bas.
- En 1869, le Grand Central Belge décroche la concession du Rhin d'acier. Le tronçon Herentals - Mol de la ligne 15 en fait partie. Les premiers trains y circulent en 1878.
- La même année, les Chemins de fer de l'État belge inaugurent la ligne Diest - Bourg-Léopold - Mol, en concurrence avec les lignes du Grand Central.
- En 1925, le réseau privé des mines de charbon du Limbourg (Mijnspoor) inaugure le tronçon Bourg-Léopold - Houthalen qui desservira notamment le Charbonnage de Houthalen.
- À partir de ce moment, la ligne est désormais complète et appartient en totalité à l’État belge, puis la SNCB, depuis la nationalisation du Grand Central en 1897.
- En 1981, la relation Anvers - Turnhout (et donc les 28 km de la section entre Anvers et Herentals) est électrifiée en raison du trafic voyageurs soutenu sur cette ligne qui dessert la grande banlieue anversoise. Jusque-là, l'électrification de cette ligne n'était pas jugée prioritaire (la Belgique ne manquant pas de motrices diesel acquises essentiellement dans l'immédiat après guerre et libérées progressivement par l'électrification des principales lignes voyageurs du réseau).
- A contrario, les 35 km à l'autre extrémité de la ligne (la section Mol - Hasselt) ne voient plus passer qu'un trafic limité à la suite du déclin du bassin minier limbourgeois. Aussi, si la ligne fut portée à double voie assez tôt, au moment de la fermeture des derniers puits, cette section est remise à voie unique (entre 1989 et 1994).
- À la fin du XXe siècle, le parc thermique de la SNCB pour le trafic voyageurs est rationalisé et limité à une seule série de nouveaux autorails bicaisses (la série 41). Conçus pour desservir des lignes secondaires, leur capacité insuffisante invite à la recherche d'alternatives. Il sera ainsi décidé d'électrifier la relation Anvers - Neerpelt, et donc la section Herentals - Mol de la ligne 15. Les travaux débutent en 2013 pour une inauguration annoncée fin 2014, mais ont été reportés à début 2016.
- La ligne est désormais électrifiée entre Anvers et Mol. La prochaine étape, déjà en cours est l’électrification de la totalité de la ligne 15, en comblant le vide entre Mol et Zonhoven[1], la ligne 19 doit également être électrifiée entre Mol et Hamont[2].

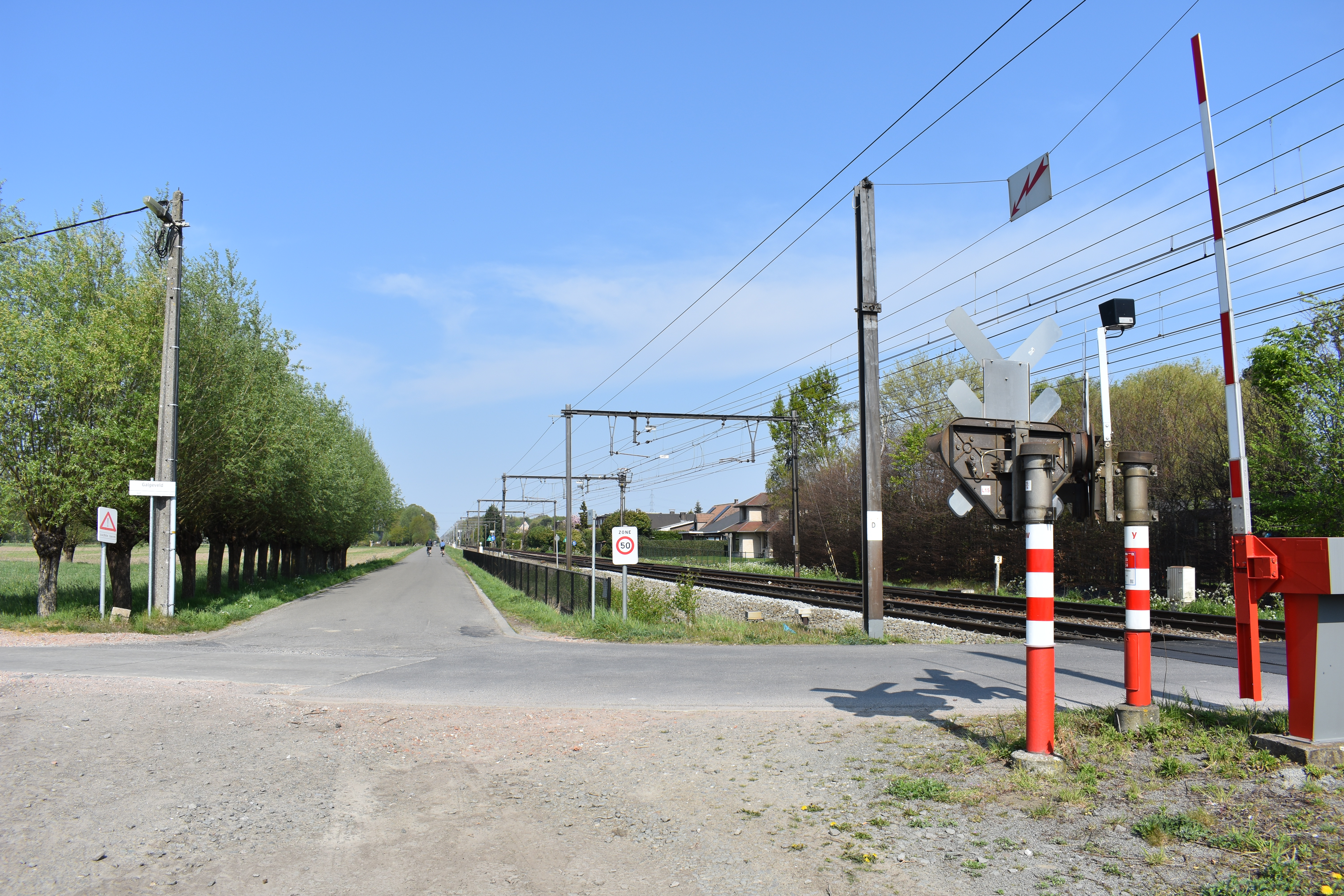
La ligne à l'ouest de Lier près du passage à niveau de la rue Galgeveld

## Exploitation
La ligne voit principalement passer du trafic voyageurs. La desserte s'étoffe en se rapprochant d'Anvers, vu que la ligne compte plusieurs embranchements (vers Aarschot depuis Lierre, vers Turnhout depuis Herentals, vers Neerpelt depuis Mol). bien que la section Anvers - Mol fasse partie du Rhin d'acier (qui relie Anvers à la Ruhr), cet itinéraire est impraticable car son maillon néerlandais n'est plus exploitable, ce qui génère un contentieux entre les deux états. La Belgique sous-entend régulièrement que les Pays-Bas favorisent ainsi leurs propres ports et la ligne de la Betuwe qui les relient à l'Allemagne.

## Varia
Si la ligne relie Anvers à Hasselt, un itinéraire plus court (parcouru en 1 heure environ contre 1 h 45 par Mol) existe via Aarschot (lignes 16 et 35). Cet itinéraire direct fait également partie du corridor fret entre le port d'Anvers et l'Allemagne par Aix-la-Chapelle.